# Henke Forss
Henrik "Henke" Forss je švedski glazbenik iz Göteborga. Henke je poznat po In Flames MCD-u Subterranean i po tome što je pjevač u grupama Dawn i Retaliation.

## Diskografija
Dawn
- Slaughtersun (Crown of the Triarchy) - Vokali
- Sorgh på Svarte Vingar Fløgh - Vokali
- Nær Solen Gar Nider For Evogher - Vokali

In Flames;
- Subterranean - Vokali

Exhumed
- Slaughtercult Prateći vokali

Niden Div. 187
- Towards Judgement - Vokali
- Imperigum - Vokali
- In The Twilight Of War - Vokali

Retaliaion
- The Execution - Gitara, Vokali
- Boredom and Frustration - Gitara, Vokali
- Violence Spreads Its Drape - Gitara, Vokali
- The Cost Of Redemption - Gitara, Vokali

## Vanjske poveznice
- Dawn, službene stranice  Arhivirana inačica izvorne stranice od 25. rujna 2020. (Wayback Machine)